# Sessarego
Sessarego is een plaats (frazione) in de Italiaanse gemeente Bogliasco.